# Ellisse del giardiniere

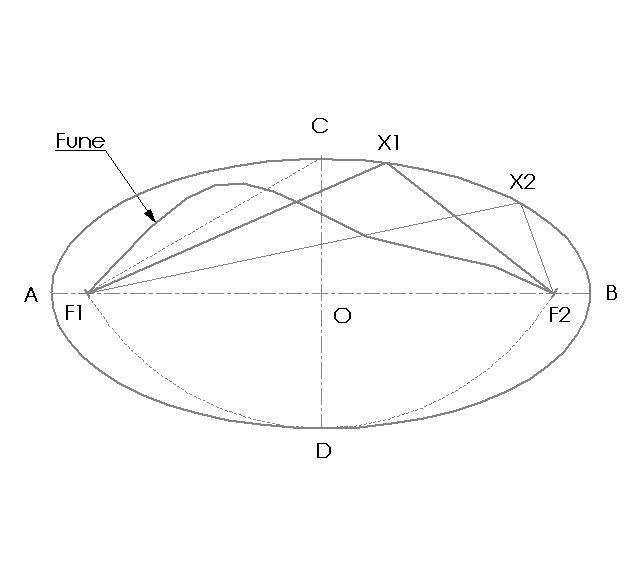
Ellisse con asse minore uguale alla metà dell'asse maggiore

Tecnica del giardiniere, in questo caso utilizzando la tangente

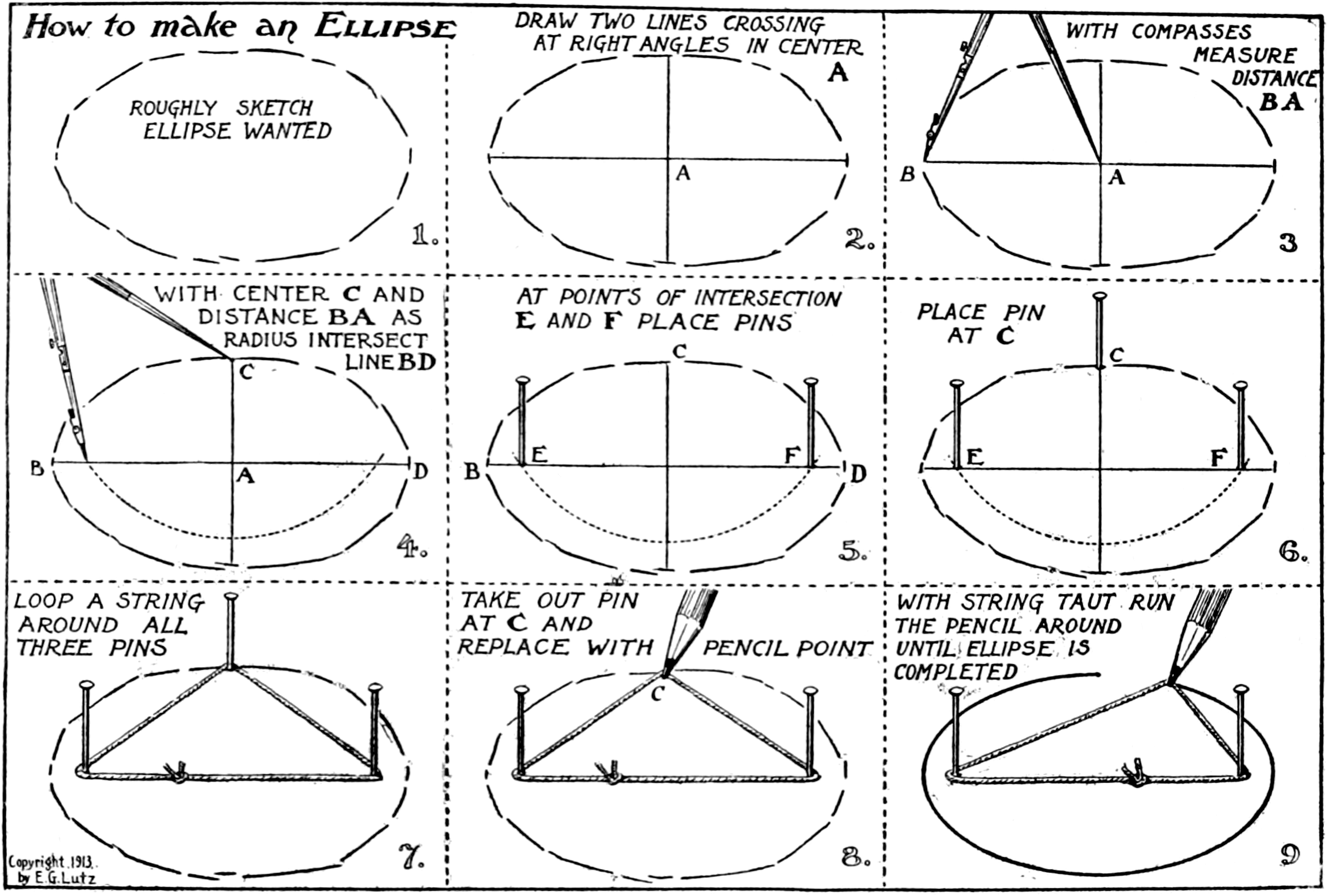
Disegno dell'ellisse su un foglio con il metodo dell'ellisse del giardiniere (E. G. Lutz, What to draw and how to draw it, 1913).

L'ellisse del giardiniere è una metodica di costruzione dell'ellisse che utilizza due pioli, una funicella ed un punteruolo. Essa viene usata dai giardinieri per tracciare delle aiuole ellittiche.
Per definizione l'ellisse è il luogo dei punti la cui somma delle distanze da due punti fissi detti fuochi è costante, cioè (F1-X1 + F2-X1) = (F1-X2 + F2 -X2) = K (costante). Com'è facile intuire tale costante coincide con la lunghezza dell'asse maggiore per cui il metodo consiste nel piantare nel terreno i due pioli ad una distanza assai prossima alla lunghezza dell'asse maggiore se si desidera un'ellisse molto schiacciata, oppure a breve distanza l'uno dall'altro, se si vuole ottenere un'ellisse più tondeggiante (meno eccentrica).
Ai due pioli si lega una cordicella di lunghezza pari all'asse maggiore dell'ellisse che si vuole ottenere. Con il punteruolo si tende la funicella e lo si fa scorrere sul terreno badando che i due lati della funicella risultino sempre tesi. La traccia che ne deriva sarà costituita da punti la cui somma delle distanze dai due pioli è costante e coincide con la lunghezza della parte libera della funicella.
Questo metodo è conosciuto anche dai disegnatori che utilizzano due puntine infisse sul tecnigrafo e fanno scorrere la matita sul foglio tenendo sempre teso un sottile spago (non elastico).
Al fine di evitare la casualità del risultato è opportuno partire dalla dimensione dei due assi, che determinano l'ingombro e l'eccentricità della figura geometrica. Puntando con un compasso all'estremità dell'asse minore si riportano sull'asse maggiore due segni con apertura uguale al semiasse maggiore. Queste saranno le posizioni dei due fuochi, e quindi le posizioni dei due pioli (o puntine nel caso si stia disegnando su carta anziché sul terreno).
Dalla figura si può capire come funzioni il metodo del giardiniere, considerando che la linea rossa sia la cordicella, il punto P sia il punteruolo e i punti F1 ed F2 siano i pioli a cui è legata la cordicella.